# 莫干山511号
莫干山511号，位於浙江省湖州市德清縣莫干山景區境內。
莫干山511号建于1915年，业主为居住在上海的美南监理会传教士潘慎文（A.P.Parker），位于杭县路，该别墅整体上为石砌西式建筑，但是其细部，在西部入口半圆拱圈上方，却设有中式披檐。
1924年，潘慎文在美国加州奥克兰去世，骨灰藏于上海。1932年8月16日，莫干山511号由潘慎文夫人委托莫干山避暑会秘书宋煦伯，以6000墨西哥银元的价格，出售给前任外交部長黄郛。后为浙江省商业厅休养所。现为白云深处黄郛楼酒店，2015年对外营业。